# Banara nitida
Banara nitida là một loài thực vật có hoa trong họ Liễu. Loài này được Spruce ex Benth. mô tả khoa học đầu tiên năm 1861.